# Patrick Woodroffe
Patrick Woodroffe (Halifax, 27 de octubre de 1940-Truro, 10 de mayo de 2014) fue un dibujante, pintor y grabador inglés, que desarrolló su carrera en el área de la ciencia ficción fantástica con algunos toques del surrealismo. Sus obras, que a menudo representaban mundos irreales, fueron empleadas en algunas portadas de álbumes de estudio de conocidos músicos y bandas, como también muchas de sus pinturas y dibujos se usaron para las portadas de libros de varias editoriales inglesas.

## Biografía

### Carrera artística

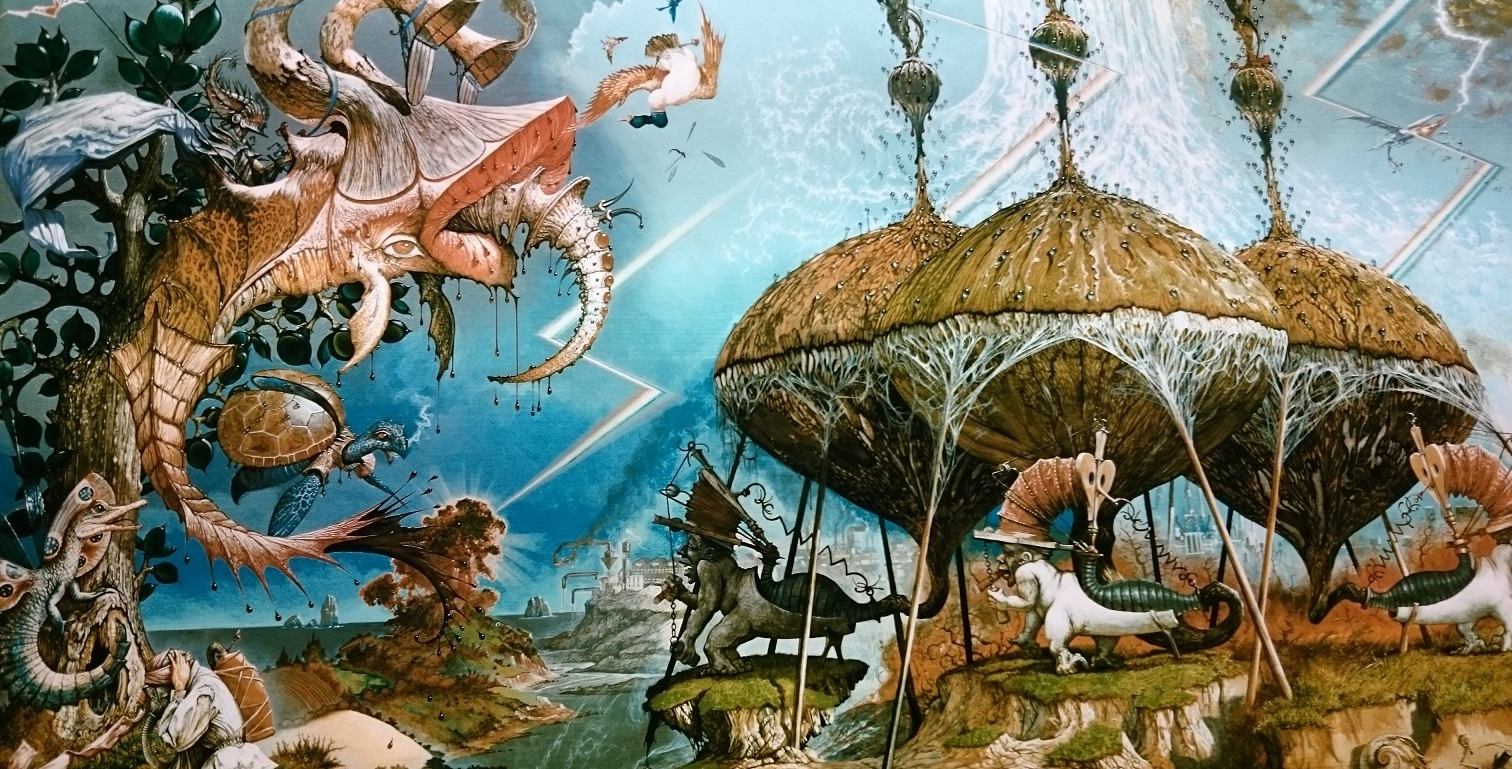
Una de las pinturas del artista, con su enfoque en el surrealismo

Patrick Woodroffe nació el 27 de octubre de 1940 en Halifax, Inglaterra. Aficionado a las artes y con talento para el dibujo desde pequeño, optó por estudiar francés y alemán en la Universidad de Leeds para asegurar una carrera profesional, graduándose en 1964. En ese mismo año exhibió en el Instituto de Arte Contemporáneo de Londres su primera muestra de dibujos llamada Conflicts, pero fue recién en 1972 que decidió dedicarse tiempo completo al arte cuando expuso una muestra de pinturas, grabados y otras obras relacionadas en la Galería Covent Garden de Londres.
Su carrera despegó cuando se le pidió producir aproximadamente noventa pinturas de portadas de libros entre 1973 y 1976 para la editorial Corgi, incluyendo Los nueve príncipes de Ámbar de Roger Zelazny (1974) y The Seedbearers de Peter Valentine Timlett (1975). Por aquel mismo período comenzó a trabajar con algunas discográficas inglesas, dibujando algunas portadas de discos como el ángel caído del álbum Sad Wings of Destiny de Judas Priest. En 1976 ilustró el libro para niños Micky's New Home, publicó su propio libro de ilustraciones The Adventures of Tinker the Hole Eating Duck y algunos de sus trabajos se expusieron en la galería de Mel Calman en Londres. Mientras que en 1978 montó una exhibición de más de doscientas obras en el recinto histórico Piece Hall de Halifax. En 1979 creó las ilustraciones de The Pentateuch of the Cosmogony: The Birth and Death of a World —acortado posteriormente como The Pentateuch— un proyecto conjunto con el músico de rock progresivo Dave Greenslade, líder de Greenslade y que pretendía ser el primer capítulo de cinco sobre una historia alienígena. La obra constaba de dos álbumes musicales hechos por Greenslade y un librillo de cuarenta y siete páginas de ilustraciones por parte de Woodroffe. En ese mismo año, todas estas imágenes fueron exhibidas en la Convención Mundial de Ciencia Ficción en el hotel Metropole de Brighton.
En 1983 comenzó a trabajar con la banda británica de rock Pallas, creando la portada de algunos de sus álbumes como también logotipos para mercandising. En ese mismo, fue el encargado de crear todas las representaciones artísticas de la adaptación musical del poema La caza del Snark de Lewis Carroll, estrenado por el compositor Mike Batt en 1984 y dos años más tarde, presentó la exposición Catching the Myth en el Centro de Artes Metropole de Folkestone, que reunió 122 piezas más importantes de su colección. Mientras que en 1989 fue el diseñador del arte conceptual de la película The Neverending Story II: The Next Chapter. En los siguientes años continuó con las exhibiciones de arte en el Reino Unido, sin embargo, su principal obra fueron dos esculturas que realizó en el Castillo de Gruyères, Suiza, basándose en su pintura The Vicious Circle en 1979.

### Vida privada

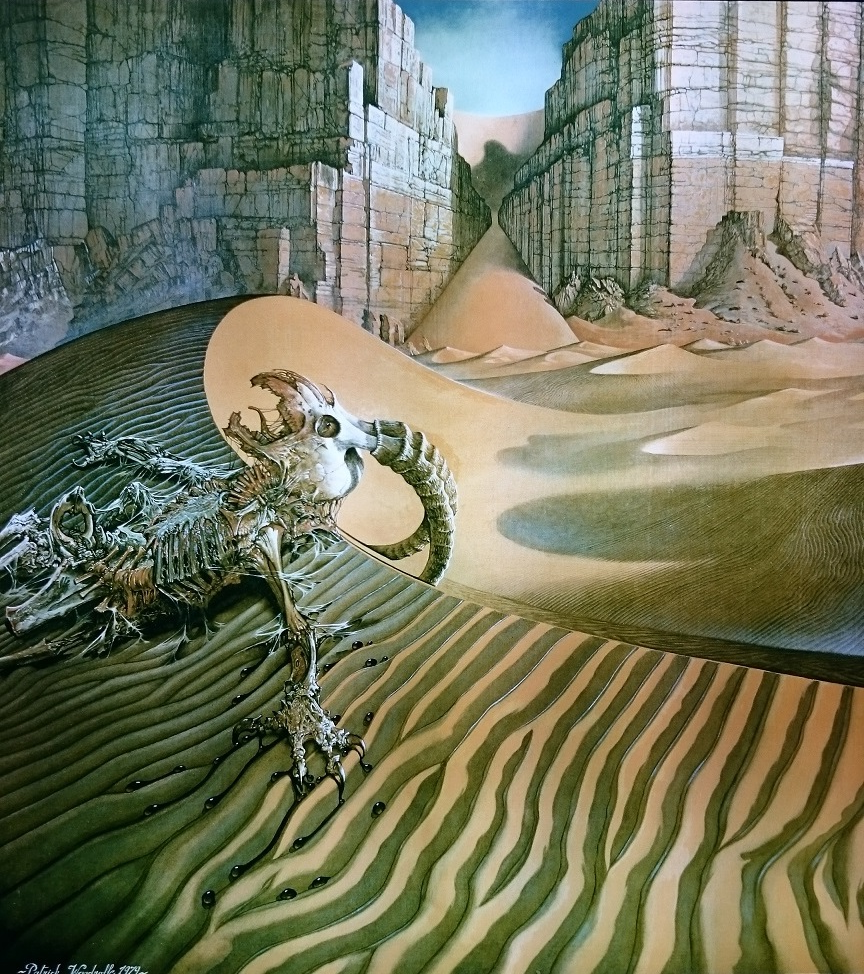
Pintura usada para la portada de The Pentateuch

En 1964 se casó con Jane y tuvieron dos hijos Dan y Rosie. En ese mismo año se establecieron en Falmouth, Cornualles, en donde trabajó como profesor de francés y de alemán hasta 1972, cuando decidió dedicarse a tiempo completo al arte. En 2007 fue diagnosticado con la enfermedad de Pick, que durante sus últimos años de vida le significó perder su capacidad para dibujar e incluso perdió la habilidad de hablar los idiomas francés, alemán, español y tenía problemas para dialogar en su propia lengua, el inglés. De acuerdo con su hija Rosie, Patrick siguió dibujando y pintando hasta su muerte, pero su estilo había cambiado bastante debido a la enfermedad. Patrick Woodroffe falleció a las 3:00 a. m. del 10 de mayo de 2014 en el Hospital Real de Cornwall de Truro como consecuencia de la enfermedad que padecía, información que fue dada al público por la banda Pallas.

## Estilo
Durante gran parte de su vida se dedicó al dibujo, pintura, grabados y a la escultura, trabajos que en ciertos casos se usaron para las portadas de libros y de álbumes musicales. Seguidor y admirador de los artistas medievales El Bosco y Matthias Grünewald y a los contemporáneos Salvador Dalí, Ernst Fuchs y Rudolf Hausner, sus obras estaban enfocadas a la ciencia ficción fantástica con toques del surrealismo. Autodidacta y extremadamente perfeccionista, Woodroffe usaba distintos métodos para cubrir cada uno de los detalles más finos de sus obras. Una de esas técnicas, que empleaba para pintar con óleo los dibujos de tinta china, era aplicar una capa de barrera líquida que dejaba secar antes de poner la pintura.

## Obras seleccionadas

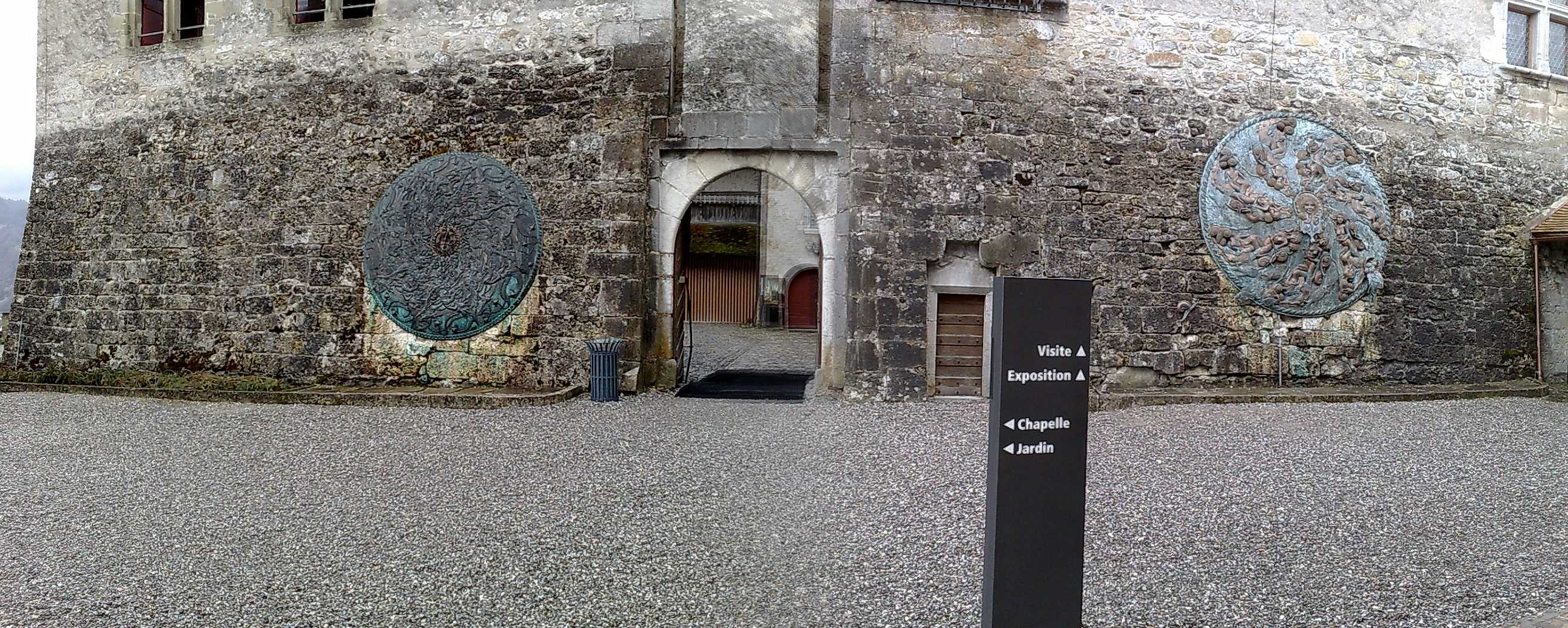
Entrada del Castillo de Gruyères, con las esculturas de Woodroffe; a la derecha Le Bouclier de Vénus y a la izquierda Le Bouclier de Mars

### Portadas de álbumes
- 1974: Beethoven - El Emperador
- 1975: Greenslade - Time and Tide
- 1975: Greenslade - Greenslade 2 (la obra se hizo, pero el disco no se publicó)
- 1975: Budgie - Bandolier
- 1976: Judas Priest - Sad Wings of Destiny
- 1979: Dave Greenslade - The Pentateuch of Cosmogony
- 1983: Pallas - The Sentinel
- 1984: Mike Batt - The Hunting of the Snark
- 1989: Stratovarius - Fright Night

Las siguiente producciones contaron con las obras de Woodroffe en la portada, pero al no obtener la autorización del artista fueron reemplazadas.
- 1997: DJ Tiësto - Magik One: First Flight
- 1997: DJ Tiësto - Magik Two: Story of the Fall
- 1998: DJ Tiësto - Magik Three: Far from Earth
- 1999: DJ Tiësto - Magik Four: A New Adventure